# 2004
| 2004                                                                     |
| ------------------------------------------------------------------------ |
| Dødsfald - Fødsler                                                       |
| • Begivenheder • Film • Litteratur • Musik • Politik • Sport • Videnskab |

| Gregoriansk kalender | 2004 MMIV               |
| Ab urbe condita      | 2757                    |
| Armensk kalender     | 1453 ԹՎ ՌՆԾԳ            |
| Kinesiske kalender   | 4700 – 4701 癸未 – 甲申 |
| Etiopisk kalender    | 1996 – 1997             |
| Jødisk kalender      | 5764 – 5765             |
| Hindukalendere       |                         |
| - Vikram Samvat      | 2059 – 2060             |
| - Shaka Samvat       | 1926 – 1927             |
| - Kali Yuga          | 5105 – 5106             |
| Iransk kalender      | 1382 – 1383             |
| Islamisk kalender    | 1425 – 1426             |

2004 var et skudår, og det begyndte året på en torsdag.
Regerende dronning i Danmark: Margrethe 2. 1972-2024

## Begivenheder

### Januar
- 1. januar – DSB kører gratis mellem Odense og Svendborg i hele januar som kompensation for de mange aflysninger og forsinkelser sidste år.
- 2. januar – Med 22.000 km/t og 400 mio. km hjemmefra flyver den amerikanske rumsonde "Stardust" gennem kometen "Wild 2"s hale og opsamler støv, der muligvis kan give svar om livets opståen. Sonden blev opsendt i februar 1999 og forventes tilbage i 2006.
- 2. januar – Den næsten 300 kg tunge klumpfisk, som var en af hovedattraktionerne på det nedbrændte Nordsømuseum i Hirtshals, bliver fundet død i det beskadigede kæmpeakvarium.
- 4. januar – Hashhandlerne i Pusher Street i Christiania river deres salgsboder ned og brænder dem for at komme politiet i forkøbet.
- 4. januar – 2,3 mio. seere følger premieren på DR's nye danske storserie "Krøniken".
- 5. januar – Gensplejsede akvariefisk kommer i handelen i amerikanske dyreforretninger.
- 6. januar – 807 personer møder op til den årlige nytårskur, for at hilse på regenten. Det er ny rekord.
- 7. januar – Mijailo Mijailović tilstår mordet på den svenske udenrigsminister Anna Lindh.
- 7. januar – Københavns Byret afsiger kendelse om at brugerne ikke har ret til at benytte Ungdomshuset på Jagtvej.
- 7. januar – Endnu en massegrav afsløres i Irak cirka 50 kilometer syd for Bagdad. Ofrene menes at være cirka 800 shiamuslimer fra opstanden i 1991. Antallet af fundne massegrave er nu oppe på cirka 670.
- 8. januar – 7 mennesker er nu døde efter en epidemi forårsaget af bakterien legionella er brudt ud i Frankrig.
- 8. januar – Legetøjskoncernen LEGO præsenterer et rekordunderskud for 2003 på 1,4 mia. kroner
- 8. januar - RMS Queen Mary 2, det største passagerskib, der nogensinde er bygget, navngives af sin navnefælles barnebarn, Elizabeth II
- 9. januar – Strukturkommissionen offentliggør rapport om den fremtidige opgavefordeling mellem stat, amter og kommuner
- 15. januar – Fødevaredirektoratet lægger "Smiley"er på nettet, så alle kan følge med i hygiejnestandarden for landets serveringssteder og fødevarebutikker
- 16. januar – retssagen mod Michael Jackson begynder i Californien, USA. Han erklærer sig uskyldig i anklagen om seksuelle overgreb mod en mindreårig dreng
- 26. januar - Hamid Karzai underskriver Afghanistans nye forfatning

### Februar
- 1. februar - over 240 pilgrimme trampes til døde under hadjen i Mekka
- 10. februar – Spillet World of Warcraft bliver udgivet.
- 22. februar – Oprørere i Haiti indtager landets næststørste by, Cap Haitien.
- 25. februar – Det berømte Vinlandskort løfter igen eksperter op af stolen til debat. Er Vinlandskortet det ældste kort, der viser Nordamerika, eller er det blot et falskneri?
- 26. februar – Politibetjent varetægtsfængsles sigtet for voldtægt og for at have truet sin ekskæreste med kniv. Politibetjenten nægter sig skyldig.
- 29. februar – Oscar-uddeling i Los Angeles. Kunne i Danmark følges direkte på DR2 (sendtes dog efter midnat dansk tid). Peter Jacksons sidste film i Ringenes Herre-filmtrilogien vinder 11 Oscar-statuetter.

### Marts
- 2. marts – Senator John Kerry vinder "super tirsdags" primærvalget og bliver dermed demokraternes kandidat til det amerikanske præsidentvalg senere på året
- 2. marts - FN's våbeninspektører fastslår i en rapport, at Irak ikke har masseødelæggelsesvåben af betydning i modstrid med meldingerne fra USA's præsident Bush og Storbritanniens premierminister Tony Blair
- 3. marts – Belgiske Interbrew og brasilianske AmBev slår sig sammen og danner dermed verdens største bryggerigruppe.
- 8. marts – Det irakiske regeringsråd underskriver Iraks midlertidige grundlov.
- 11. marts – Ved et ti bombeeksplosioner i fire regionaltog og på tre stationer i morgenmyldretiden i Spaniens hovedstad Madrid, dræbes mindst 190 mennesker og op imod 1.500 såres ved et terrorangreb.
- 11. marts – Tænketanken Center for Politiske Studier (CEPOS) stiftes i København af bl.a. tidl. forsvarsminister Bernt Johan Collet, tidl. statsminister Poul Schlüter, komponisten Bent Fabricius-Bjerre, forfatteren Henning Fonsmark, fodboldspilleren Michael Laudrup m.fl.
- 15. marts – Opdagelsen af Sedna, solsystemets 10. planet, offentliggøres
- 29. marts - 7 østeuropæiske lande optages som nye medlemmer i NATO

### April
- 4. april – Edward Fenech Adami afløser Guido de Marco som Maltas præsident.
- 17. april – Interesseorganisationen Danske Skoleelever (DSE) bliver oprettet
- 24. april - de cypriotiske vælgere stemmer om genforening af den delte ø. Den nordlige, tyrkiske del stemmer ja, mens den sydlige græske del (på trods af moderat pres fra EU) siger nej til et samlet Cypern
- 29. april - Oldsmobile producerer sin sidste bil og afslutter produktionen efter 107 år
- Build-a-Bear åbner sin første forretning ved Tivoli i København.

### Maj
- 1. maj – EU optager ti nye lande (Cypern, Estland, Letland, Litauen, Malta, Polen, Slovakiet, Slovenien, Tjekkiet og Ungarn) i unionen og består nu af 25 medlemslande
- 6. maj - efter 10 sæsoner bliver sidste afsnit af tv-serien Venner (Friends) vist
- 14. maj – H.K.H Kronprinsen og frk. Mary Donaldson indgår ægteskab kl. 16.47 i Københavns Domkirke
- 15. maj - GIMPS beviser, at mersennetallet 224.036.583-1 er et primtal og sætter med 7.235.733 cifre en ny rekord for verdens største kendte primtal

### Juni
- 6. juni – 60-året for D-dag fejres med statsoverhovederne fra de tidligere allierede, og Tysklands Forbundskansler Gerhard Schröder
- 8. juni. En Venuspassage kan observeres fra Danmark.
- 11. juni – Prins Henrik fylder 70 år.
- 13. juni – Valg af 14 danske medlemmer til Europa-Parlamentet. Tidligere Statsminister Poul Nyrup Rasmussen fik over 400.000 personlige stemmer, hvilket er det højeste antal personlige stemmer til et Europa-Parlamentsvalg i Danmark.
- 14. juni – Sinn Féin har vundet to mandater i Europa-Parlamentet, ét i Republikken Irland og ét i Ulster.
- 17. juni – Belgieren Marc Dutroux er kendt skyldig i mord, bortførelse og voldtægt af flere piger. Straffen bliver udmålt senere.
- 18. juni – EU's ministerråd vedtager en forfatning for unionen.
- 18. juni – det amerikanske gidsel Paul Marshall Johnson halshugges i Irak
- 21. juni - SpaceShipOne bliver det første privat finansierede bemandede rumfartøj der flyver til rummet og tilbage igen
- 24. juni – regeringen fremlægger sin strukturreform med 5 regioner, der hovedsageligt skal tage sig af sygehusvæsenet, og overførsel af de fleste af amternes opgaver til kommunerne.
- 28. juni – Irak får overdraget magten fra USA, to dage før forventet.

### Juli
- 1. juli – Saddam Hussein fremstilles for en irakisk domstol
- 1. juli – Cassini-Huygens-rumsonden går i kredsløb om Saturn
- 11. juli - Skonnerten Martha forliser mellem Grenaa og Anholt. To besætningsmedlemmer omkommer
- 12. juli – Valdas Adamkus tiltræder som Litauens præsident for anden gang
- 14. juli – Den britiske kommissionsundersøgelsen om efterretningstjenesternes bedømmelse af Iraks masseødelæggelsesvåben munder ud i en kritik af, at man brugte upålidelige efterretninger som begrundelse for at gå i krig. Ingen i regeringen eller MI6 bliver kritiseret personligt.
- 14. juli – Filippinernes regering beslutter, på baggrund af en gidseltagning, at indlede tilbagetrækning af landets tropper i Irak.
- 18. juli – 2 dræbes, da en dansk turistbus fra Iversen Busser med 63 passagerer kører ud over en bro og falder 10 meter ned ved Euskirchen i Tyskland. Det er uvist om ulykken skyldes en teknisk fejl.
- 18. juli – Tusindvis af palæstinensere protesterer mod nye udnævnelser, foretaget af Yasser Arafat.
- 22. juli – Tyrkisk hurtigtog Istanbul – Ankara afspores ved Sakarya – umiddelbart frygtes 128 omkommet – senere korrigeret til ca. 40 og ca. 100 kvæstede.

### August
- 1. august – medlemmerne af WTO (World Trade Organization) enes om et revideret forslag, som sigter mod at genoplive samtalerne om frihandel mellem rige og fattige lande. Repræsentanter for EU og USA går ind på at nedskære eksportstøtte og landbrugsstøtte.
- 1. august - et læk i en gastank forårsager en brand i et indkøbscenter i Asuncion, Paraguay. 396 mennesker omkommer, og over 500 såres.
- 2. august – Statsminister Anders Fogh Rasmussen omdanner regeringen: Mariann Fischer Boel (V) bliver Danmarks medlem af EU-kommissionen, Connie Hedegaard (K) overtager Miljøministeriet efter Hans Christian Schmidt der bliver ny fødevareminister. Eva Kjer Hansen (V) bliver socialminister efter Henriette Kjær (K), der får et nyt ministerium for familie og forbrug. Kristian Jensen (V) afløser skatteminister Svend Erik Hovmand (V). Endelig bliver Bertel Haarder også udviklingsminister
- 3. august – Forsvarsminister Søren Gade hjemsender ledelsen af den danske bataljon i Irak i utide i forbindelse med en sag om mishandling af fanger i danske soldaters varetægt.
- 3. august – Rumsonden MESSENGER opsendes fra Cape Canaveral. Den skal i 2011 gå i kredsløb om Merkur for et årelangt studium af solsystemets inderste planet.
- 12. august – Formanden for Europa-Kommissionen Jose Manuel Durao Barroso uddeler poster til de nye kommissærer. Den danske kommissær Mariann Fischer Boel bliver tildelt den vægtige post som Landbrugskommissær.
- 16. august – Hugo Chávez, Venezuelas præsident, kan offentliggøre resultatet af folkeafstemningen om hans forbliven på posten: 58 % af stemmerne var for hans forbliven på posten (dvs. at de stemte nej til forslaget om, at han skulle tvinges til at træde tilbage). De internationale valgobservatører med USA's ekspræsident Jimmy Carter i spidsen godkendte valget
- 17. august - over 500 danske professionelle fodboldspillere går i strejke efter sammenbrud i forhandlinger mellem Spillerforeningen og Divisionsforeningen. Strejken afblæses efter otte dage
- 22. august – Endnu en udgave af Edvard Munchs Skrig, samt Madonna, bliver stjålet fra Munch-Museet i Norges hovedstad Oslo
- Kampene omkring Imam Ali-moskeen i Najaf fortsætter. Forsøgene på at løse problemerne ved at overdrage den sygdomsramte storayatollah Ali al-Sistani nøglerne til moskeen har hidtil været forgæves
- 24. august – To tjetjenske selvmordsterrorister bringer deres bomber til sprængning i to russiske indenrigsfly. Alle 89 ombordværende blev dræbt
- For første gang advarer danske myndigheder nu om, at drivhuseffekten kommer til at medføre en stigning i verdenshavene på ca. 50 cm i løbet af de kommende 100 år
- 30. august – USA's Republikanske parti åbner sit konvent, der officielt skal kåre George W. Bush som partiets præsidentkandidat

### September
- 1. september – 150 personer tages som gidsler på en skole i den syd-russiske provins Nordossetien nær Tjetjenien. Det lykkes 50 af dem at flygte. Det viste sig senere at antallet af gidsler var langt højere, – omkring 1000.
- 3. september – Gidseldramaet i Beslan ender i et blodbad efter at myndighederne stormede skolen. Der menes at være mellem 400-600 dræbte, heraf mange børn
- 4. september - rekonstruktionen af verdens længste vikingeskibsfund, Skuldelev 2, bliver døbt Havhingsten fra Glendalough og søsat.
- 8. september – De officielle amerikanske tabstal i Irak når over 1000 siden krigens start.
- 13. september – Nordkorea. Den store eksplosion, som blev iagttaget fra en overvågningssatellit den 9. september, betegner den nordkoreanske udenrigsminister, Paek Nam Sun, som en kontrolleret sprængning i forbindelse med et vandkraftprojekt i grænseprovisen Yanggang
- 15. september - Orkanen Ivan nærmer sig USAs Gulf-kyst og næsten 2 millioner mennesker fra området omkring New Orleans anmodes om at gøre klar til evakuering, da digerne måske ikke kan holde til orkanens rasen. Orkanen smutter "udenom" New Orleans, men myndighederne "glemte" advarslen og forstærker ikke digerne, så da orkanen Katrina året efter raserer området, får det unødigt voldsomme og katastrofale konsekvenser.
- 16. september – det danske hof meddeler, at Prins Joachim og Prinsesse Alexandra skal skilles
- 22. september – Tv-serien Lost debuterer på American Broadcasting Company.
- 28. september – Olieprisen stiger for første gang siden starten af 1980'erne over $50 pr. tønde på New Yorks oliebørs. Analytikere regner med, at prisen vil fortsætte med at stige.
- 29. september – Småplaneten 4179 Teutatis passerer tæt forbi jorden.

### Oktober
- 1. oktober – Det nye operahus på Dokøen i København overdrages af skibsreder Mærsk Mc-Kinney Møller til danskerne. Byggeriet har kostet 2,3 milliarder kroner. Den officielle åbning er planlagt til den 15. januar 2005
- 1. oktober - TV 2 Charlie går i luften
- 4. oktober – Det private raketfly SpaceShipOne vinder prisen Ansari X Prize på 10 millioner USD med dets anden flyvning ud i rummet inden for 14 dage.
- 5. oktober – Danmarks Radios bestyrelse fyrer DR's generaldirektør Christian S. Nissen. Der er pr. 2004-10-11 ikke givet nogen officiel begrundelse.
- 5. oktober – Omkring 50.000 elever og studerende demonstrerer imod nedskæringer på uddannelsesområdet under parolen STOP NU.
- 7. oktober – Den østrigske forfatter Elfriede Jelinek bliver udråbt til vinder af Nobelprisen i litteratur.
- 8. oktober – Den kenyanske miljø og politiske aktivist Wangari Maathai bliver tildelt Nobels fredspris.
- 9. oktober – Karen Jespersen (soc.dem.) meddeler, at hun vil forlade Folketinget hurtigst muligt.
- 9. oktober – Afghanistan afholder sit første præsidentvalg
- 10. oktober – Bornholm rammes af totalt strømsvigt, som varer flere timer.
- 11. oktober – Jørgen Kleener, formanden for Danmarks Radios bestyrelse, meddeler at han går, efter at han har modtaget hård kritik af håndteringen af fyringen af generaldirektøren.
- 15. oktober – Danmark bliver valgt til medlem af FN's Sikkerhedsråd
- 17. oktober – Der afholdes parlamentsvalg og folkeafstemning i Hviderusland.
- 18. oktober – Ritt Bjerregaard vinder urafstemning i Socialdemokratiet og er dermed partiets spidskandidat i København til overborgmesterposten.
- 23. oktober – Parlamentsvalg i den serbiske provins Kosovo; Det er det andet parlamentsvalg siden krigen i 1999, og bliver stort set boykottet af det serbiske mindretal.
- 27. oktober – Den palæstinensiske leder Yasser Arafat kollapser i sit hovedsæde i Ramallah, efter en influenza-infektion. 29. oktober ankommer Arafat til Paris hvor han skal undersøges af specialister.
- 27. oktober – Formanden for Europa-Kommissionen Jose Manuel Durao Barroso bøjer sig for presset fra EU-Parlamentet, og udsætter afstemningen om godkendelse af den nye Kommission.
- 29. oktober – EU's statsledere underskriver den ny EU-forfatning på rådhuset i Rom

### November
- 2. november – siddende præsident George W. Bush af USA, besejrer John Kerry i præsidentvalget i USA 2004.
- 3. november – N.P. Johnsens Fyrværkerifabrik i Seest ved Kolding eksploderer, en brandmand omkommer og 85 personer kommer til skade. Omkring 50 huse ødelægges totalt under eksplosionerne, mens 150 bliver gjort ubeboelige. Noget af eksplosionen registreres i Mønsted kalkminer som et jordskælv på 2,0 på Richterskalen GEUS: Eksplosionerne i Kolding registreret på seismografer Arkiveret 28. maj 2016 hos  Wayback Machine. Se Fyrværkeriulykken i Seest.
- 10. november – den europæiske valuta euroen veksles til rekordhøj kurs på $1,30 over for den amerikanske dollar
- 11. november - Yasser Arafat bekræftes død af PLO, og Mahmoud Abbas udpeges til ny leder af organisationen
- 13. november – fotograf melder Prins Joachim til politiet for uagtsom kørsel og tilbyder videodokumentation. Politiet ser dele af dokumentationen, men mener ikke, at det kan bruges som teknisk bevis
- 15. november – USA's udenrigsminister Colin Powell meddeler at han træder tilbage, når der er fundet en afløser.
- 16. november – Det hvide hus oplyser at præsident Bushs gode ven og toprådgiver Condoleezza Rice vil blive indstillet til at efterfølge Colin Powell som udenrigsminister i USA.
- 18. november – Europa-Parlamentet godkender den nye Kommission efter at tre kommissærer er blevet udskiftet
- 18. november - Rusland ratificerer Kyoto-aftalen.
- 22. november – Den nye EU Kommission tiltræder, samtidig med at der er opstået en ny sag, denne gang mod den franske kommissær Jasques Barrot der har hemmeligholdt en betinget dom for korruption
- 23. november – Stærke anklager om svindel ved præsidentvalget i Ukraine får hundredtusinder af demonstranter på gaden i hovedstaden Kyiv.
- 23. november – Oppositionens leder Viktor Jusjtjenko erklærer sig selv for præsident i Ukraine, selvom den modkandidaten, den russisk-orienterede premierminister Viktor Janukovitj, havde erklæret sig for valgets vinder.

### December
- 3. december – Ukraines højesteret underkender valgkommissionen og erklærer anden runde af præsidentvalget for ugyldigt. Et omvalg fastsættes til den 26. december. Jubel i gaderne i Kyiv, hvor der har været demonstreret siden det omstridte valgresultat blev meddelt.
- 7. december – Hamid Karzai indsættes som den første folkevalgte præsident i Afghanistan.
- 8. december – lead-guitarrist i Pantera, Dimebag Darrell Abbott, bliver skudt ned under en koncert i Columbus, Ohio af den sindsforvirrede fan Nathan Gale. Gale affyrede 15 skud fra scenen, og dræbte 3 andre før at han selv blev dræbt af en politibetjent.
- 16. december – EU's ministerråd beslutter at der indledes forhandlinger om Tyrkiets optagelse i oktober 2005.
- 26. december – Et jordskælv i havet vest for den indonesiske ø Sumatra i det Indiske Ocean, målt til 9,0 på richterskalaen, menes at være det kraftigste i verden i 40 år. En flodbølge, en såkaldt tsunami, har slået tusindvis af mennesker ihjel i kystegnene i Thailand, Sri Lanka, Indien, Indonesien og Malaysia. Rystelser kunne mærkes så langt bort som i Singapore. Se :Jordskælvet i det indiske ocean 2004.
- 27. december – Viktor Jusjtjenko erklæres som vinder af præsidentomvalget i Ukraine; 12.000 internationale observatører overvågede valget. Valgsejren på omkring 52% var dog ikke så stor som forventet.

- 29. december – Der meldes nu om cirka 70.000 dræbte efter flodbølgerne omkring den Bengalske bugt; Samtidig øges frygten for epidemier som følge af ødelagt vandforsyning og ubegravede mennesker og dyr. Der tales om den værste katastrofe overhovedet, og et gigantisk hjælpearbejde er ved at komme i gang
- 31. december - Taipei 101, den hidtil højeste bygning i verden, indvies officielt

## Født
- 21. januar - Prinsesse Ingrid Alexandra af Norge, norsk prinsesse.
- 4. juli – Isa Thorlacius, dansk skuespillerinde.
- 28. december – Kian Lawson-Khalili, dansk skuespiller.

## Sport
- 17. januar – 32-årige Anita Christensen bliver dobbelt verdensmester i bantamvægt ved en tvivlsom sejr over amerikaneren Ada "Ace" Velez i Århus. Hun bliver samtidig Danmarks første kvindelige verdensmester i boksning
- 15. maj - med en sejr i sidste runde af den britiske fodboldturnering Premier League bliver fodboldklubben Arsenal F.C. den kun anden klub i den britiske fodboldhistorie, der er gået ubesejret gennem gennem hele sæsonen og kan således hævde titlen "The Invincibles". Første klub, der opnåede bedriften, var Preston North End F.C. i 1889
- 12. juni – EM i fodbold starter i Portugal
- 18. juni – Danmark vinder 2-0 over Bulgarien ved EM i fodbold
- 22. juni – Danmark kvalificerer sig til kvartfinalerne ved EM i fodbold, efter at have spillet 2-2 mod Sverige. Italien bliver nr. 3 i gruppen, og er slået ud.
- 25. juni – Christian Drejer får som den første dansker kontrakt med et NBA-hold.
- 27. juni – Danmark taber 3-0 til Tjekkiet ved EM i fodbold, og er dermed slået ud.
- 4. juli – Grækenland vinder europamesterskabet i fodbold ved at besejre Portugal i finalen.
- 25. juli – Lance Armstrong vinder som den første seks Tour de France-cykelløb i træk. Han bliver dog senere frataget alle sejre.
- 13. august – De 28. olympiske lege åbner i Athen Grækenland
- 17. august - Over 500 danske professionelle fodboldspillere går i strejke efter sammenbrud i forhandlinger mellem Spillerforeningen og Divisionsforeningen.
- 23. august – Kl 9.10 går starten i Letvægtsfirer løbet. Kl 9.16.01 bliver guldfireren Olympiske mestre.
- 29. august – De 28. olympiske lege slutter i Athen Grækenland og værtskabet overdrages til Beijing. Danmark vandt 2 guld og 6 bronze.
- 19. September - Brøndby IF slog FC København i PARKEN i Superligaen. Først 5. November 2017 slog Brøndby igen FC København.
- 19. september – Europa slår USA i golfturneringen Ryder Cup med rekordmargin 18½-9½.
- 27. oktober – Boston Red Sox vinder over St. Louis Cardinals i World Series, baseballs endelige slutspil, og bryder dermed en 86 år gammel "forbandelse".

## Musik
- 1. februar - Janet Jackson viser kort sit bryst under halvlegsunderholdningen i Super Bowl finalen, hvilket skaber stor furore og forargelse i den amerikanske offentlighed. Begivenheden er senere blevet benævnt karrieødelæggende for Janet Jackson[1]

### Koncerter
- 11. juni: Henrik, Prinsgemalens 70-års fødselsdag bliver fejret med en gallakoncert i Tivolis Koncertsal. Ved koncerten uropfører DR SymfoniOrkestret 1.satsen af Frederik Magles symfoniske suite Cantabile.

### Amerikanske udgivelser
- D12: D12 World
- Green Day: American Idiot
- Gwen Stefani: Love.Angel.Music.Baby.
- Linkin Park & Jay-Z: Collision Course
- Morrissey: You Are The Quarry
- Prince: Musicology
- Scissor Sisters: Scissor Sisters
- Slipknot: Vol. 3: (The Subliminal Verses)
- Snoop Dogg: Drop It Like It's Hot (International Version)
- Snoop Dogg: R&G (Rhythm & Gangsta): The Masterpiece
- Usher: Confessions

### Britiske udgivelser
- Duran Duran: Astronaut
- Franz Ferdinand: Franz Ferdinand

### Danske udgivelser
- Nephew : USADSB
- Nik & Jay : 2

### Finske udgivelser
- The Rasmus: Dead Letters

### Irske udgivelser
- U2: How to Dismantle an Atomic Bomb

### Svenske udgivelser
- Agnetha Fältskog: My Colouring Book

### Tyske udgivelser
- Rammstein: Reise, Reise

### Grammy Awards
- Record of the Year: Clocks med Coldplay
- Album of the Year: Speakerboxxx: The Love Below med Outkast
- Song of the Year: Dance With My Father af Richard Marx & Luther Vandross
- Best New Artist: Evanescence

### Danish Music Awards
- Årets Danske Album: Tim Christensen – Honeyburst
- Årets Danske Gruppe: Kashmir
- Årets Nye Danske Navn: Julie
- Årets Danske Sanger: Tim Christensen
- Årets Danske Hit: Outlandish – Aicha

### Melodi Grand Prix
- Dansk vinder: Tomas Thordarson: Shame On You
- 15. maj – Ukraine vinder årets udgave af Eurovision Song Contest med sangen "Wild Dances" af Ruslana. Konkurrencen blev dette år afholdt i Istanbul, Tyrkiet og var første gang, semifinale-systemet blev indført i Eurovisionen

## Bøger
- Boghandlernes Gyldne Laurbær. Jette A. Kaarsbøl: Den lukkede bog (roman)
- I forbindelse med 25 års-jubilæet for Jysk Sengetøjslager sendte Lars Larsen sin selvbiografi Go'daw jeg hedder Lars Larsen ud sammen med en reklame til de danske hjem. Bogen blev trykt i et oplag på 2.400.050 stk., og da ca. 20 % af befolkningen antages at have læst bogen, blev Lars Larsen formodentlig med bred margin årets mest læste forfatter i Danmark.